# Orthoptila
Orthoptila är ett släkte av fjärilar. Orthoptila ingår i familjen stävmalar.
Kladogram enligt Catalogue of Life:
| Orthoptila | \| \| Orthoptila abruptella \| \| \| \| \| \| Orthoptila triforella \| \| \| \| |
|            | \| \| Orthoptila abruptella \| \| \| \| \| \| Orthoptila triforella \| \| \| \| |
|            | Orthoptila abruptella                                                           |
|            |                                                                                 |
|            | Orthoptila triforella                                                           |
|            |                                                                                 |

## Bildgalleri

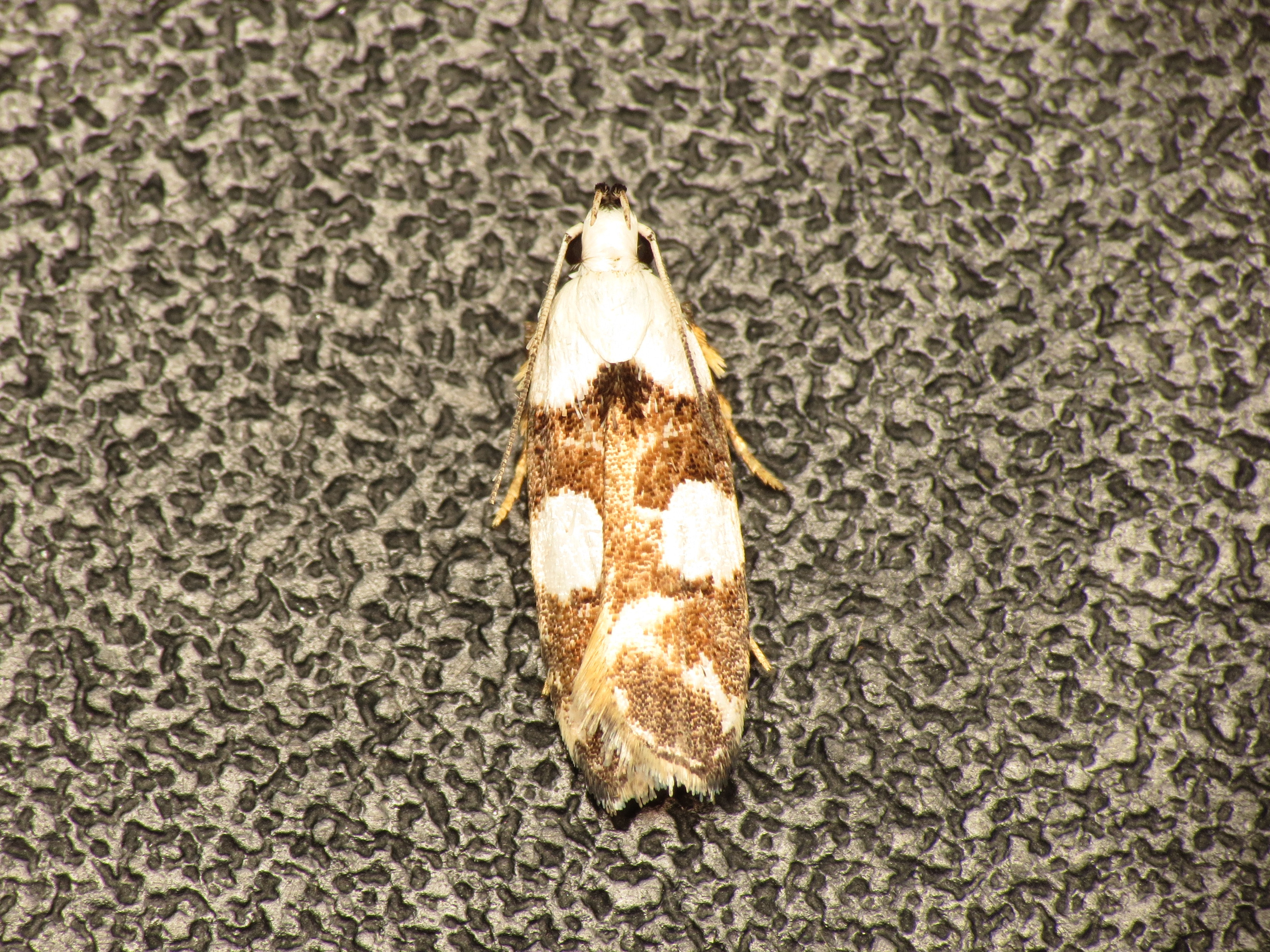
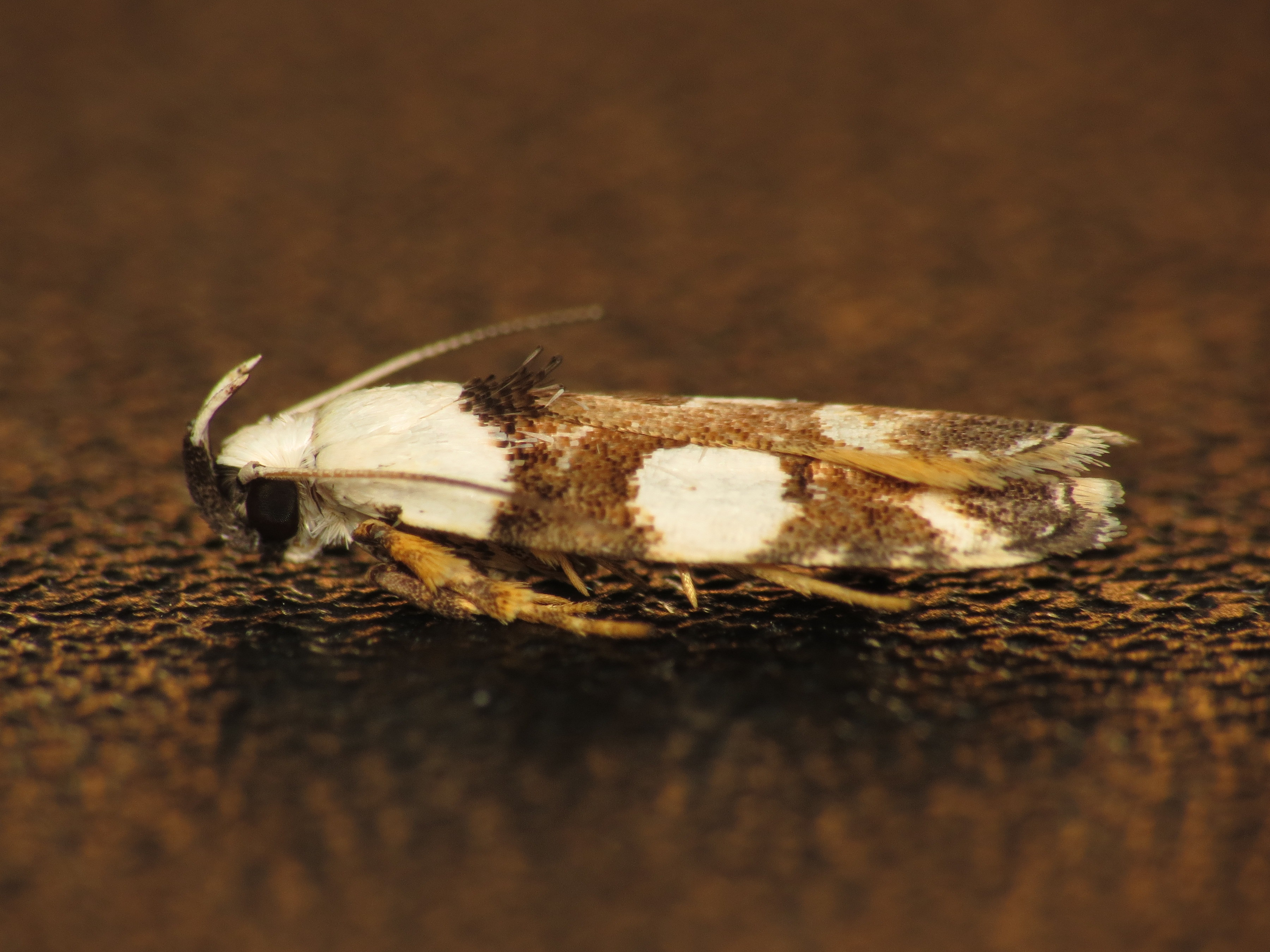
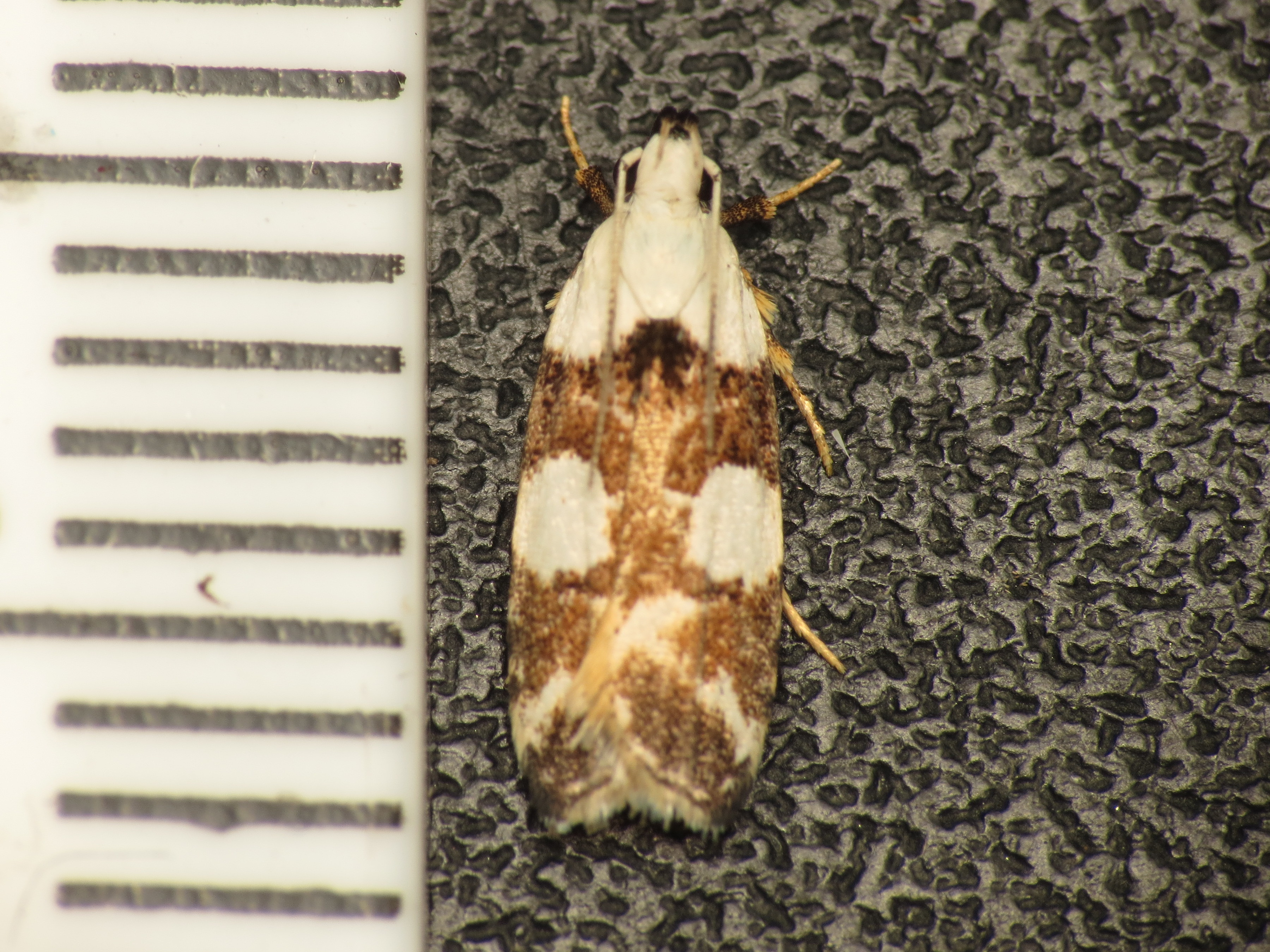
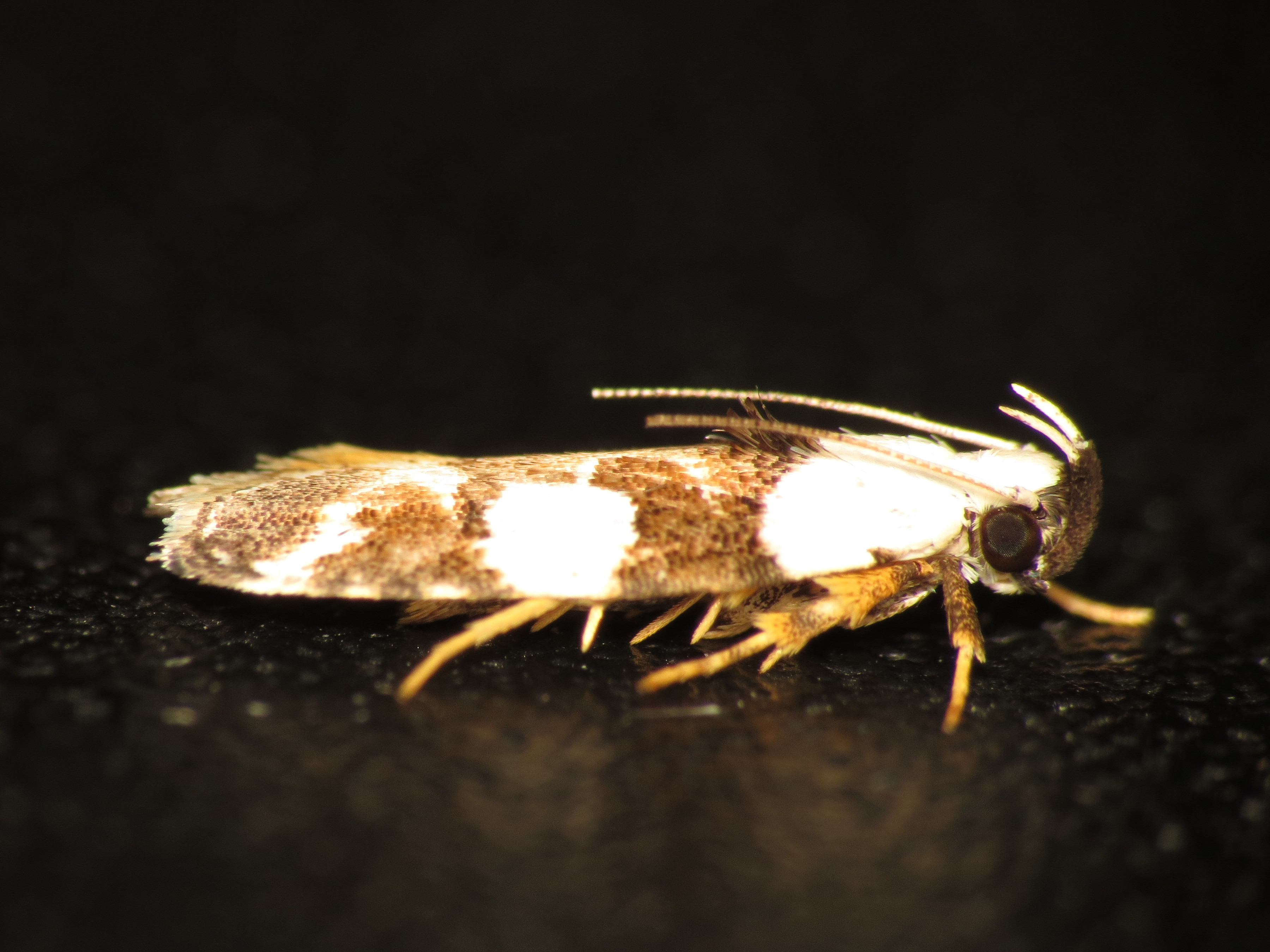
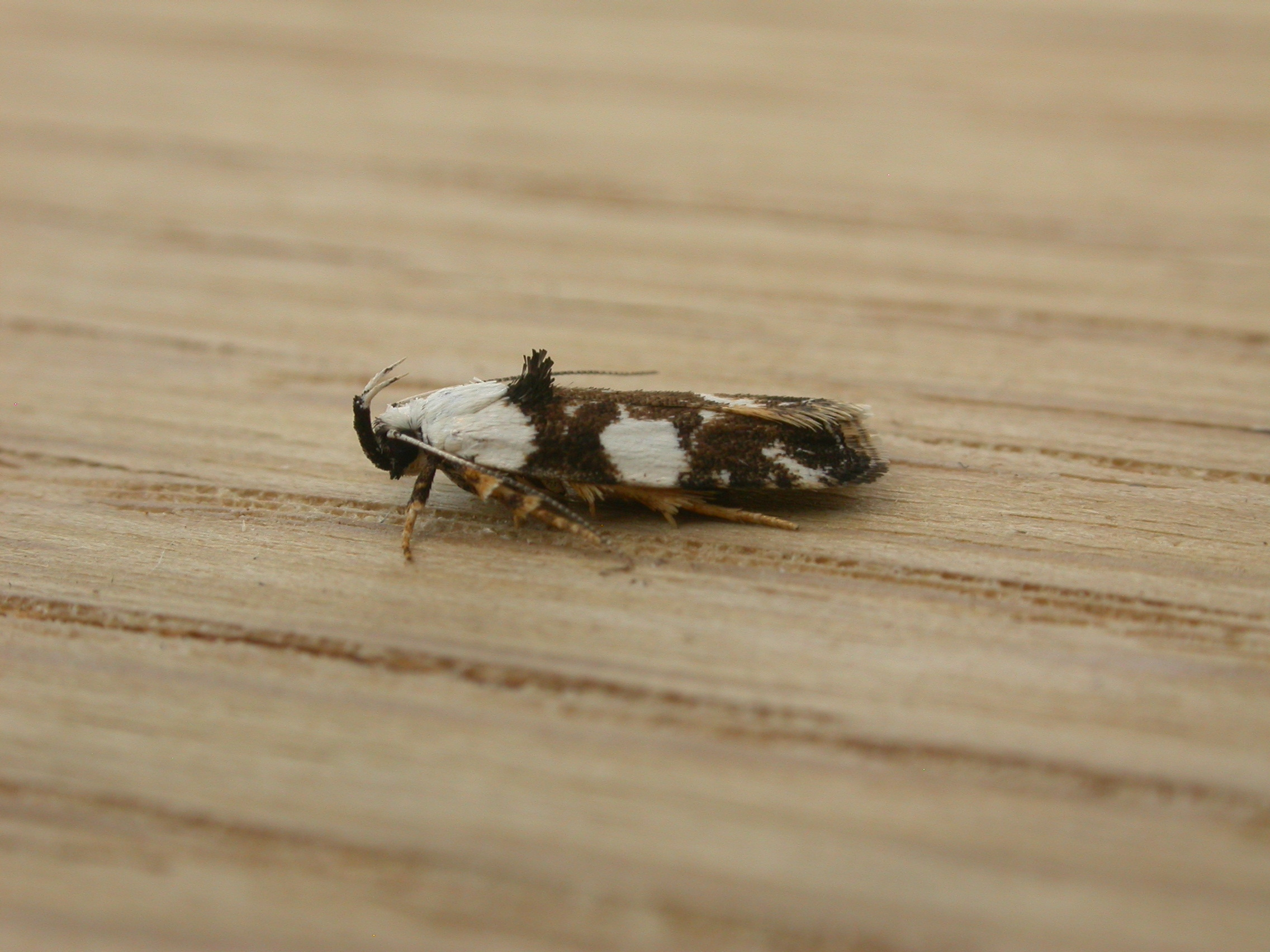
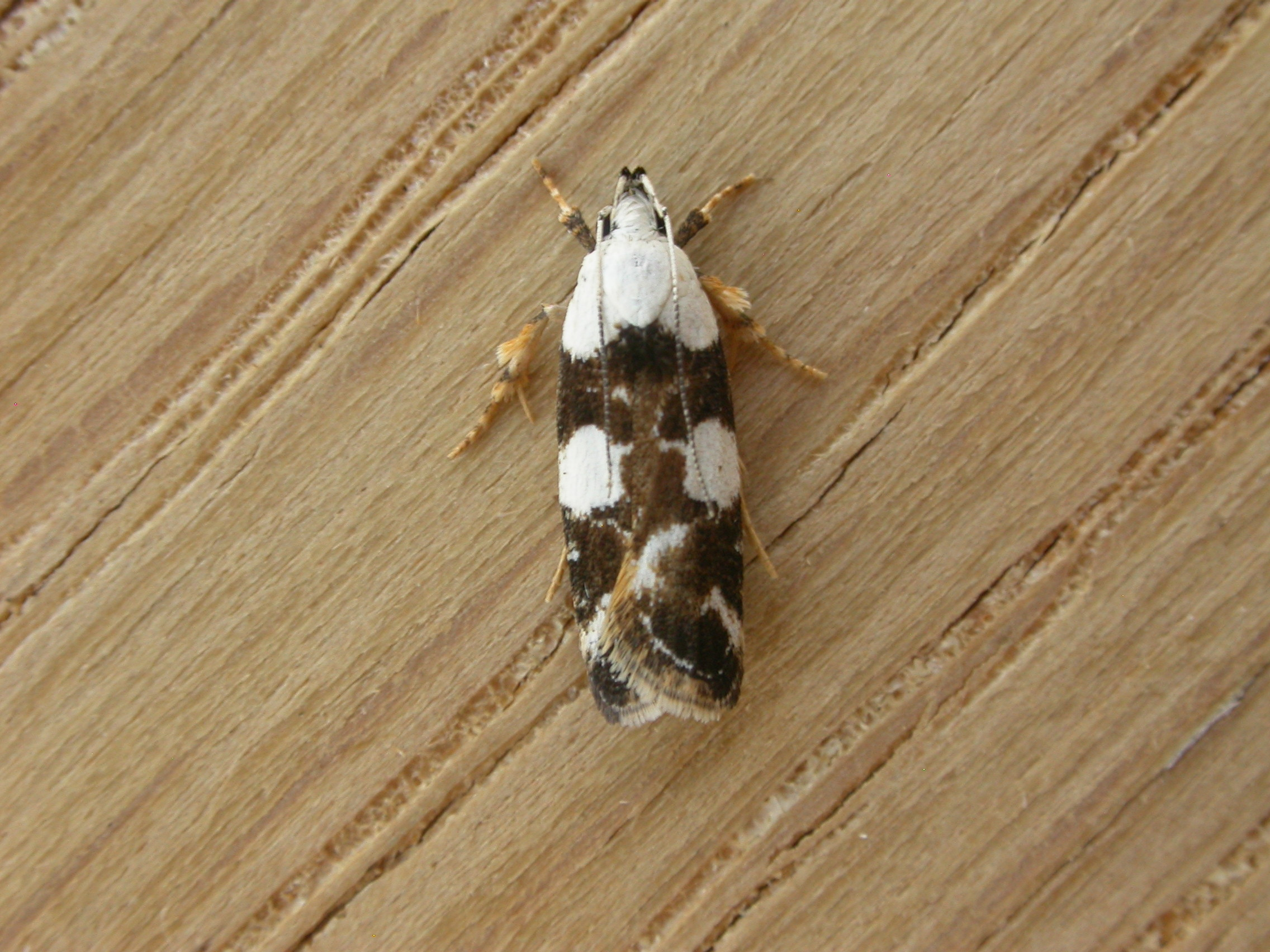